# Culicoides pamiricus
Culicoides pamiricus är en tvåvingeart som beskrevs av Zhogolev 1973. Culicoides pamiricus ingår i släktet Culicoides och familjen svidknott. Inga underarter finns listade i Catalogue of Life.